# Дезурбанізація
Дезурбанізація або руралізація — це соціальний і демографічний процес протилежний до урбанізації, який полягає в скороченні чисельності населення великих міст та їх відносного виробничого потенціалу. Відбувається головним чином в постіндустріальних країнах і обумовлений об'єктивними недоліками природного і соціального середовища життя у великих містах.
Існує також альтернативне визначення цього терміна, яке стверджує що це — процес розповсюдження на міський культурний простір, моделей поведінки та цінностей, які притаманні вихідцям з сільської місцевості внаслідок різкого притоку сільського населення. Внаслідок цього культурний рівень міст значно знижується і відбувається процес люмпенізації/рагулізації широких верств населення.

## Передумови
Серед передумов дезурбанізації можна виділити наступні:
- Погіршення якості життя в містах (зростання щільності населення, погіршення якості повітря і води, відносно високий рівень злочинності, тощо)
- Здорожчання життя в місті (висока щільність населення, обумовлює вищу вартість житла, додаткові витрати побутові товари і продукти харчування)
- Розвиток транспортної інфраструктури (розвинена транспортна інфраструктура дозволяє частині людей, віддалити своє місце проживання від густонаселених центрів)
- Розміщення виробничих потужностей за містом (в пошуках дешевшої робочої сили частина виробничих потужностей виноситься за межі великих міст, як наслідок зменшується кількість робочих місць у містах, що в свою чергу провокує відтік населення)
- Дауншифтинг (пошук більш екологічно чистого, спокійного та здорового способу життя)

## В Україні
Історичний розвиток міст в різних країнах відбувався по різному. Наприклад північно-західній Європі пощастило більше, в цьому регіоні соціально-економічний розвиток відбувався відносно плавно, завдяки чому перетікання сільського населення в міста відбувалось повільно, що дозволяло зберігати і розвивати міську культуру. На теренах України навпаки процес перетоку сільського населення в міста відбувався стрибкоподібно. Можна відзначити декілька важливих історичних дат, коли відбулися події, що призвели до масово переміщення сільського населення в міста:
- Скасування кріпацтва в Російській імперії — по всій імперії і в тому числі на значній частині території сучасної України, десятки мільйонів осіб позбулися статусу кріпосного, але землі залишилися в поміщиків, таким чином виник величезний прошарок безземельних селян, які стрімко переміщалися в міста і перетворювалися на міську робочу силу.
- Індустріалізація СРСР — впродовж 20-30-х років XXI століття відбувалося комплекс заходів з прискореного розвитку промисловості, що також супроводжувався масовим перетоком сілького населення в міста, для будівництва і подальшої експлуатації нових промислових потужностей країни.
- Паспортизація сільського населення в СРСР — впродовж 50-70-х років XXI століття в результаті видачі паспортів сільському населення, відбувся черговий стрибкоподібний перетік сільського населення в міста.

Таким чином процеси стрімкого зростання міського населення за рахунок екстенсивного розвитку промисловості зумовили виникнення концентрації великих мас людей на обмежених площах. Подальший розвиток таких міст був в значній мірі зумовлений люмпен-чинником, що проявлялося в зростанні злочинності, п'янства, наркоманії, суїцидів, тощо. Також висока щільність населення викликала інфраструктурні проблеми: перевантаження інженерних систем, труднощі з вивезенням побутових відходів, транспортні проблеми, тощо.
Все це заклало передумови розвитку процесу дезурбанізації великих міст України. За період між переписами 1989 і 2001 рр. чисельність міського населення України скоротилася на 2,01 млн осіб, до 32,57 млн, а рівень урбанізації у 2001 р. порівняно з 1989 р. зріс всього на 0,3 відсоткові пункти, до 67,2 %. За даними держкомстату станом на 1 січня 2014 р. у міських поселеннях України проживали 31,34 млн осіб (69,0 %), що на 3,8 % менше ніж за результатами останнього перепису.